# Coenobius caeruleipennis
Coenobius caeruleipennis es un coleóptero de la familia Chrysomelidae.
Fue descrita científicamente en 1980 por Chen & Pu.